# 黎汝霖

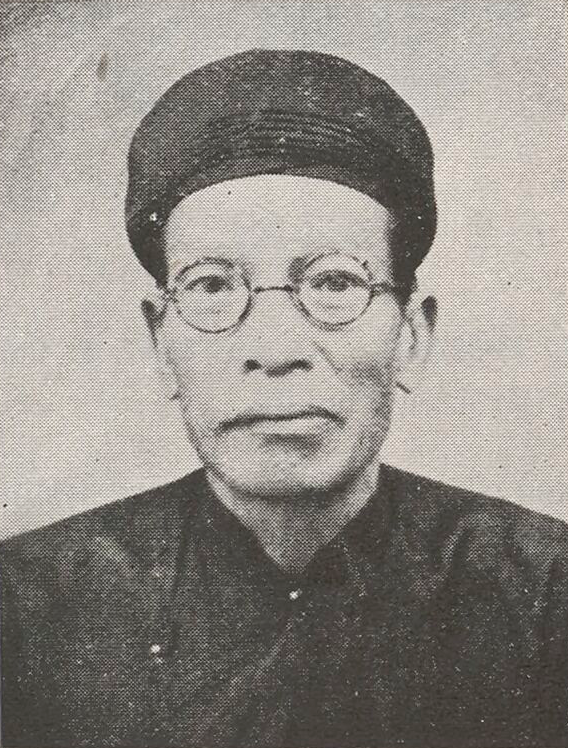
黎汝霖

黎汝霖（越南语：／；1881年—1963年），越南阮朝官員。

## 生平
黎汝霖是承天府豐田縣政祿總雲程社（今屬承天順化省豐田縣豐平社雲程村）人，嗣德三十四年（1881年）出生。早年憑蔭入國子監讀書。成泰十八年（1906年），參加承天場鄉試，考中舉人。後任戶部行走。啟定三年（1918年），黎汝霖升授翰林院侍講，充講習，擔任皇子永瑞的老師。啟定七年（1922年），永瑞被冊封為皇太子，隨後送往法國留學。黎汝霖被升為太常寺卿，跟隨皇太子出國留學，讓皇太子在留學期間接受漢學教育。
保大七年（1932年），保大帝結束10年的留學生活，回國親政。黎汝霖被任命為國史館總裁，兼保大書院監督。保大十五年（1940年），黎汝霖以協佐大學士銜致事，返回雲程家中定居。1963年在家鄉去世，享年八十三歲。